# Værelse Nr. 17
|  | Denne artikel er oprettet af botten PalnaBot ud fra en ekstern database. Den kan derfor have sproglige fejl eller mangler. Denne skabelon kan fjernes efter kontrol af indholdet. |

Værelse Nr. 17 er en film instrueret af Alexander Christian.